# Mjåkollen
Der Mjåkollen (norwegisch für Schmaler Hügel) ist ein rund 1660 m hoher Berg im ostantarktischen Enderbyland. Er ragt 9 km östlich des Stor Hånakken auf.
Norwegische Kartografen, die dem Berg auch seinen deskriptiven Namen gaben, kartierten ihn 1946 anhand von Luftaufnahmen der norwegischen Lars-Christensen-Expedition 1936/37.